# Hans Kargaard Thomsen (politiker)
 For alternative betydninger, se Hans Kargaard Thomsen. (Se også artikler, som begynder med Hans Kargaard Thomsen)
Hans Kargaard Thomsen (født 24. april 1967) var en dansk politiker, der var medlem af Århus Amtsråd for Venstre fra 1998 til 2006.
Thomsen blev uddannet cand.scient.pol. fra Aarhus Universitet i 2000. Han har siden 2002 arbejdet som marketingkonsulent i Krifa, Kristelig Fagbevægelse. Tidligere har han været ansat i Rambøll Management.
Hans politiske karriere begyndte, da han i 1983 meldte sig ind i Venstres Ungdom og Venstre. Han blev i 1991 landsformand for Venstres Ungdom. Posten besad han frem til 1993. Fra 1992 til 1993 var han desuden næstformand i Dansk Ungdoms Fællesråd (DUF), og ved valget til Europa-Parlamentet i 1994 var han opstillet for VU og Venstre. Han blev valgt til Århus Amtsråd i 1998 og var frem til 2006 bl.a. næstformand i amtets sundhedsudvalg. Fra 1999 til 2005 var han folketingskandidat for Venstre i Århus Østkredsen (Århus 1. kreds).